# Музей искусства Уруси Вадзима
«Музе́й иску́сства уру́си Вадзи́ма» (яп. 石川県輪島漆芸美術館) — музей, расположенный в Вадзима, Япония. Музей специализируется на лаковом искусстве.

## История
Музей был открыт в 1991 году, первоначально музей содержал 300 произведений на момент открытия, в 2021 году было зарегистрировано, что в музее находилось 1428 произведений искусства. В августе 2020 года музей организовал виртуальную выставку через платформу Google Arts & Culture. В июне 2021 года состоялась церемония расширения музейного хранилища. 
Это первый в Японии музей, специализирующийся на лаковом искусстве. Дизайн здания вдохновлён зданием школы Шогакуин.  

## Коллекции
В музее собраны экспонаты, объясняющие историю и особенности лакового искусства.  В музее представлены лаковые работы современных художников, а также коллекция лаковой посуды из разных стран Восточной и Юго-Восточной Азии.  Некоторые из лаковых работ принадлежат людям из художественных академий.  В музее собраны экспонаты о Вадзима-нури. 
В музее представлены видеоролики о японской лаковой посуде.  В ноябре 2014 года в музее прошла выставка под названием «20 лет художникам по лаку Вадзима», на которой были представлены работы активных местных художников. 
В июне 2015 года в музее было выставлено 70 работ, которые происходят из периода Эдо, эти работы были связаны с призраками или демонами японской мифологии .  В сентябре 2015 года в музее были выставлены картины Кикумаки, выполненные мастерами по лаку.  Кроме того, на сентябрьской выставке 2015 года в музее был представлен набор маки-э кайокэ — инструмент, использовавшийся на свадьбах в период Эдо. 
В декабре 2020 года музей организовал выставку, на которой было представлено 45 лаковых работ из семи разных стран и регионов, а также наборы и чаши для саке.  В феврале 2021 года музей организовал выставку работ 153 учащихся пяти начальных школ, выполненных в технике Шикина, в том числе резьбы по цветам, кошкам, стрекозам и виноградным лозам. 
В ноябре 2021 года, в ознаменование 30-летия открытия музея, была представлена выставка, посвященная истории лакового искусства в Вадзиме, под названием «Сделано в Вадзиме - Эпоха лака», на которой представлены 92 произведения второй половины XIX века. век. 